# Noccaea cariensis
Noccaea cariensis är en korsblommig växtart som först beskrevs av Carlström, och fick sitt nu gällande namn av Parolly, Nordt och Aytac. Noccaea cariensis ingår i släktet backskärvfrön, och familjen korsblommiga växter. Inga underarter finns listade i Catalogue of Life.